# 明日の経営戦略
『明日の経営戦略』（あすのけいえいせんりゃく）はテレビ朝日系列で1978年4月から1987年3月まで放送された情報番組である（放送時間は後述）。

## 放送時間
- 1978.4 - 1979.3…日曜 8:30 - 9:00
- 1979.4 - 1987.3…日曜 7:30 - 8:00（『ドラえもん』の放送開始に伴い1時間繰り上げ）

## 番組内容
全国各地の中小企業などを取材し、これからの時代を勝ち抜く企業の戦略を経営者らのインタビューを中心に構成した番組であった。また株式投資についてのコーナーもあった。
系譜としては新時代の中小企業（前番組）からの続編といえた。
オープニングは、かつてはイラストの一枚画のあちこちを撮る形であったが、後に実写にCG文字が入る形に変更された。テーマミュージックも変更されている。

## 出演者
- 堺屋太一

## ネット局
系列は放送当時のもの
| 放送対象地域           | 放送局           | 系列                                         | 備考 |
| ---------------------- | ---------------- | -------------------------------------------- | --- |
| 関東広域圏             | テレビ朝日       | テレビ朝日系列                               | |
| 北海道                 | 北海道テレビ     | テレビ朝日系列                               | |
| 青森県                 | 青森放送         | 日本テレビ系列 テレビ朝日系列                | |
| 岩手県                 | 岩手放送         | TBS系列                                      | 現：IBC岩手放送 |
| 宮城県                 | 東日本放送       | テレビ朝日系列                               | |
| 秋田県                 | 秋田放送         | 日本テレビ系列                               | |
| 山形県                 | 山形放送         | 日本テレビ系列 テレビ朝日系列                | |
| 福島県                 | 福島中央テレビ   | 日本テレビ系列 テレビ朝日系列                | 1982年3月まで |
| 福島県                 | 福島放送         | テレビ朝日系列                               | 1982年4月から |
| 新潟県                 | 新潟放送         | TBS系列                                      | 日曜 7:15 - 7:45に放送 1983年9月まで |
| 新潟県                 | 新潟テレビ21     | テレビ朝日系列                               | 1983年10月開局から |
| 長野県                 | 信越放送         | TBS系列                                      | [ 5 ] |
| 山梨県                 | 山梨放送         | 日本テレビ系列                               | [ 6 ] |
| 静岡県                 | 静岡放送         | TBS系列                                      | 1979年3月まで |
| 静岡県                 | 静岡朝日テレビ   | テレビ朝日系列                               | 1979年4月から |
| 富山県                 | 富山テレビ       | フジテレビ系列                               | 日曜 9:00 - 9:30（放送開始時点） →日曜 8:00 - 8:30（1981年3月29日まで） →土曜 7:30 - 8:00（『竹村健一の世相を斬る』ネット開始のため放送枠移動。1981年4月4日から最終回まで） |
| 石川県                 | 北陸放送         | TBS系列                                      | 日曜 7:15 - 7:45（放送開始時点） →日曜 7:00 - 7:30（最終回時点）に放送。 |
| 福井県                 | 福井放送         | 日本テレビ系列                               | 日曜 8:00 - 8:30に放送 |
| 中京広域圏             | 名古屋テレビ     | テレビ朝日系列                               | |
| 近畿広域圏             | 朝日放送         | テレビ朝日系列                               | 現：朝日放送テレビ |
| 島根県 鳥取県          | 日本海テレビ     | 日本テレビ系列                               | |
| 岡山県                 | テレビ岡山       | フジテレビ系列                               | 1979年3月まで |
| 広島県                 | 広島ホームテレビ | テレビ朝日系列                               | |
| 山口県                 | 山口放送         | 日本テレビ系列 テレビ朝日系列                | |
| 徳島県                 | 四国放送         | 日本テレビ系列                               | |
| 香川県 →香川県・岡山県 | 瀬戸内海放送     | テレビ朝日系列                               | 1979年3月までは香川県のみの放送 1979年4月以降は岡山県でも放送 |
| 愛媛県                 | 南海放送         | 日本テレビ系列                               | |
| 高知県                 | 高知放送         | 日本テレビ系列                               | |
| 福岡県                 | 九州朝日放送     | テレビ朝日系列                               | |
| 長崎県                 | 長崎放送         | TBS系列                                      | |
| 熊本県                 | 熊本放送         | TBS系列                                      | |
| 大分県                 | 大分放送         | TBS系列                                      | |
| 宮崎県                 | テレビ宮崎       | フジテレビ系列 日本テレビ系列 テレビ朝日系列 | |
| 鹿児島県               | 南日本放送       | TBS系列                                      | 1982年9月まで |
| 鹿児島県               | 鹿児島放送       | テレビ朝日系列                               | 1982年10月開局から |
| 沖縄県                 | 琉球放送         | TBS系列                                      | |